# Carl Lagerborg
Carl Lagerborg, född den 5 december 1710 på Brölunda i Söderby-Karls socken, Stockholms län, död den 5 mars 1770 i Åbo, var en svensk jurist. Han var son till Olof Lagerborg, far till Johan Adolf Lagerborg samt svärfar till Nils Avellan och Johan Smalén.
Lagerborg var student vid Uppsala universitet 1720–1731. Han blev auskultant i Åbo hovrätt sistnämnda år, extra ordinarie kanslist där 1733, extra notarie 1736, ordinarie kanslist 1739, vice advokatfiskal 1743, ordinarie advokatfiskal 1745, assessor 1747, hovrättsråd 1755 och vice president 1769. Lagerborg tilldelades 1770 jämte övriga vicepresidenter landshövdings rang.